# Polabská černava
Polabská černava je národní přírodní památka okrese Mělník ve Středočeském kraji v katastrálních územích Mělnická Vrutice a Jelenice. Jde o unikátní lokalitu společenstev vápnitých slatin (černav). Předmětem ochrany je černava na podloží sladkovodní křídy a vápnitého slatinného ložiska s mokřadními a lučními společenstvy vzácných mokřadních makrofyt, vzácné a ohrožené druhy rostlin a živočichů včetně jejich biotopů (vyhl. 320/2011 Sb.). Pro svůj význam byla zařazena do soustavy Evropsky významných lokalit Natura 2000.

## Lokalita
Polabská černava se nachází mezi obcemi Mělnická Vrutice a Jelenice, ležícími v okrese Mělník. Na východní straně protéká říčka Pšovka, která významně přispívá k profilu černavy. Po celé severní délce je památka lemována železniční tratí Mělník-Mladá Boleslav. Nachází se v nadmořské výšce 183 – 186 m. Výměra se pohybuje přes 5,7 ha. Okolo se nacházejí velice úrodná pole a smíšené lesy s převahou listnatých stromů.

## Historie

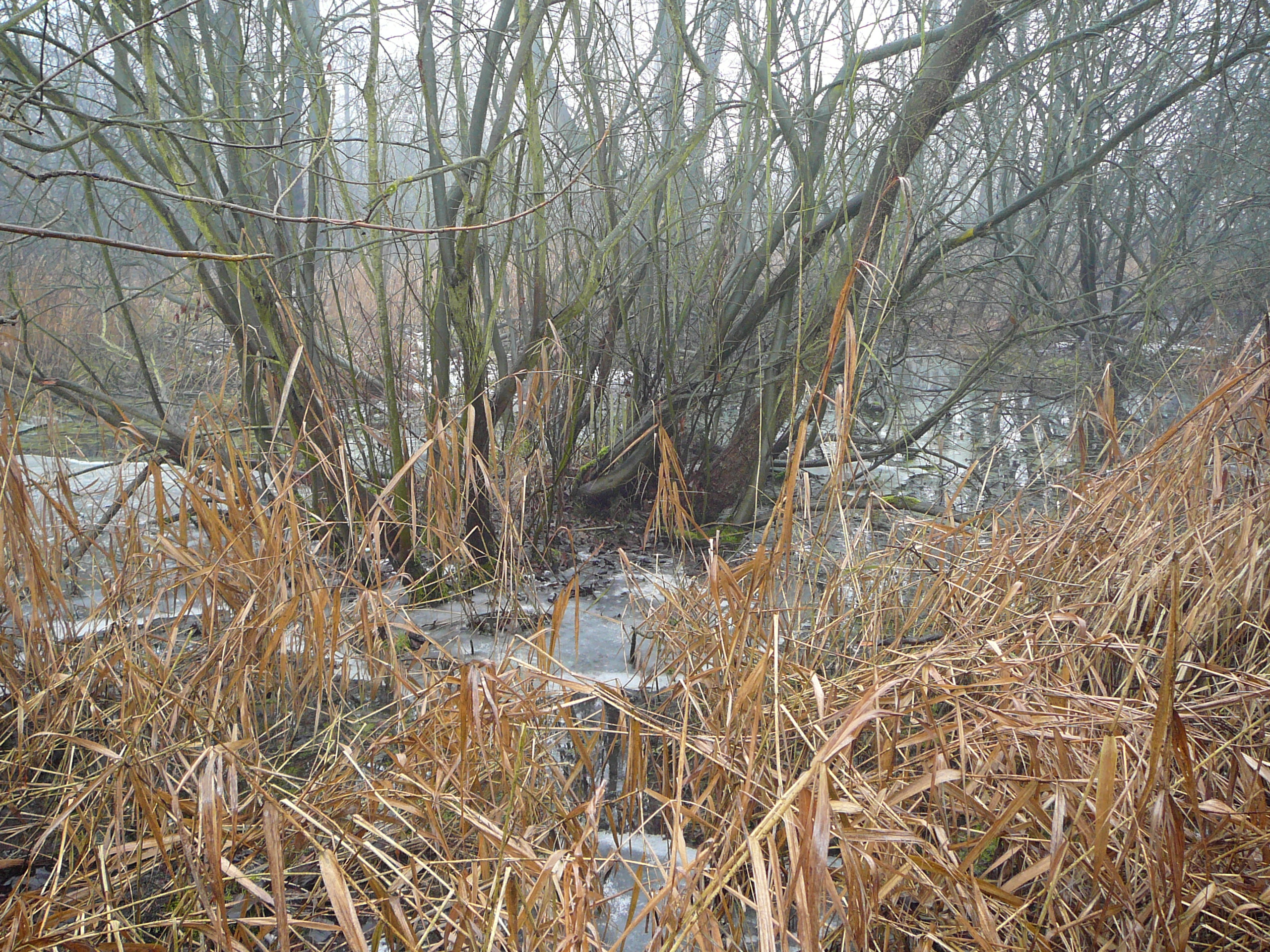
Mokřady

Polabská černava je jedna z nejstarších černav v České republice. Jako národní přírodní památka byla vyhlášena 1. prosince 2011 Ministerstvem životního prostředí. Před tímto datem byla černava spravována jako Státní přírodní rezervace (od roku 1992 Národní přírodní rezervace) a to od 30. prosince 1988, kdy jako SPR byla vyhlášena Ministerstvem kultury ČSR. Do této doby bylo území nazýváno Chráněným územím, které vzniklo 26. srpna 1946.
Celá oblast je pozůstatek rozlehlých slatinných luk ze středního Polabí, které se začalo formovat v době třetihor. Tento celek slatinných luk, který patří do mezinárodně významných mokřadů Liběchovky a Pšovky, byl zahrnut do evropské sítě chráněných oblastí NATURA 2000. Největším zásahem do prostředí byla v roce 1956 stavba vodovodu pro města Mělník, Kralupy nad Vltavou a Neratovice. V té době byl zaznamenán velký pokles hladiny podzemních vod, snížení hydrostatického tlaku v pramenech, které jsou přímo na území slatinných luk. Stavba vodovodu zapříčinila vysychání slatin a ztrátu několika kriticky ohrožených rostlin.

## Přírodní poměry

### Hydrologie
Celé území přírodní památky je prosyceno především stálou podzemní vodou a povrchovou vodou, která během roku kolísá. Podzemní i povrchová voda je přirozeně se vyskytující zásobárna vody obohacená o minerály a živiny. Protože povrch Polabské černavy je rovinného typu, voda se zde lehce zadržuje a rychle neodtéká. Celé slatinné louky jsou z malé části zásobeny srážkovou vodou, ale větší podíl na zásobování vodou mají vyvěrající podzemní prameny a protékající říčka Pšovka. Z důvodu převahy zásobení podzemními prameny má půda v dané lokalitě neutrální pH. Zatopené a nasycené územní celky jsou v suchém období zásobeny vodou z Pšovky.

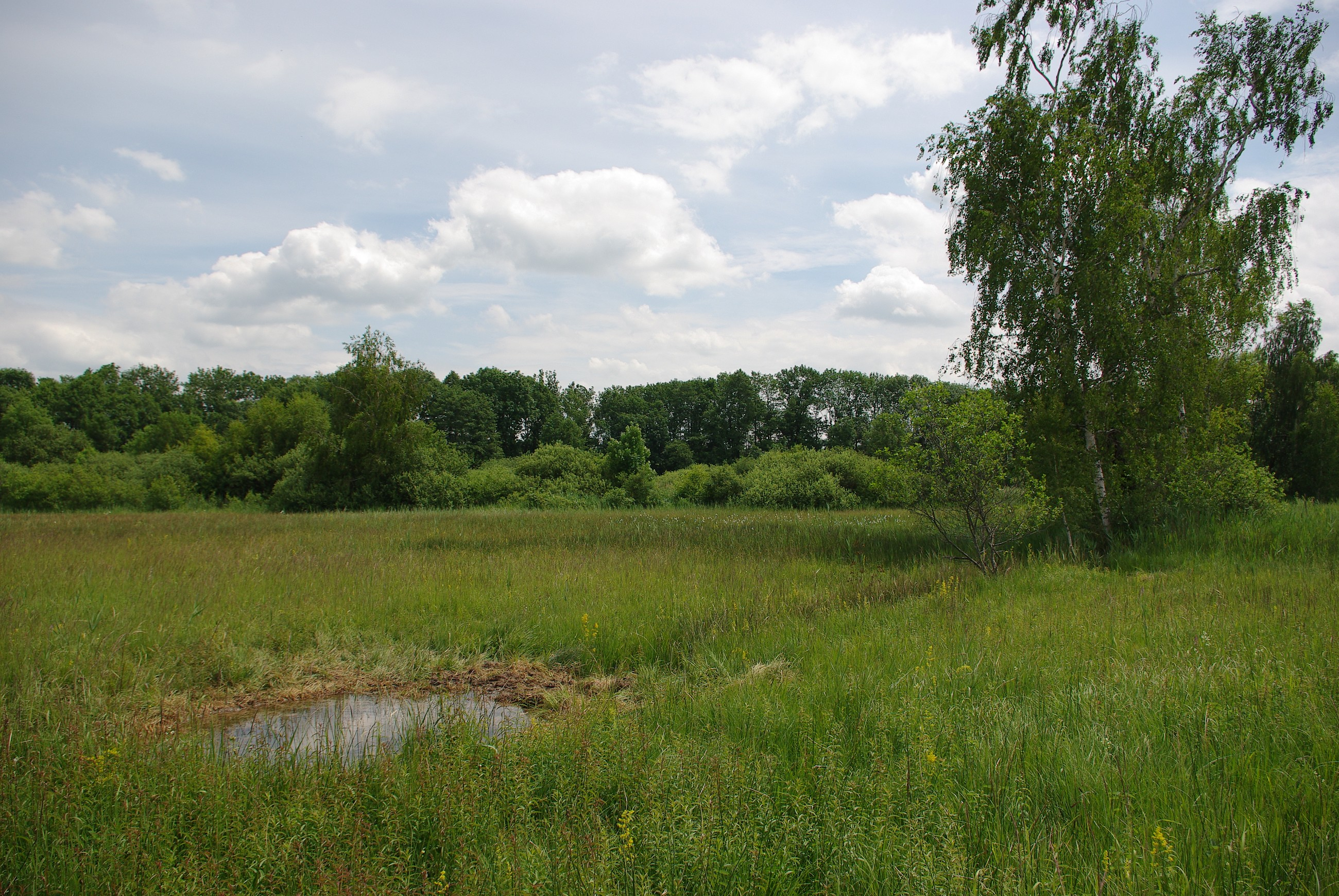
Nově vyhloubená tůň

### Geologie
Území památky, ležící mezi Turbovickým hřbetem a Polomenými horami, je součástí Mělnického prolomu, na kterém se nachází přírodní výlevy křídových vod. Podkladem této rovinné oblasti jsou pískovce s obsahem vápníku a křídové slíny, na které nasedají sedimenty. Nacházejí se zde kvarterní sedimenty jako jsou například písky labské terasy, vodní usazeniny, váté písky a naplaveniny Pšovky. Hloubka těchto sedimentů dosahuje až 9,2 m. Celý profil slatin a jeho okolí je velice zvodnělý, a to především protože přímo na území památky vyvěrají prameny vod, které zavodňují celé černavy. Půda obsahuje vysoký podíl vápenatých iontů a minerálních částic, pH půdy se pohybuje okolo 6,7 – 7,1, její barva je různorodá podle obsahu živin, minerálů a procesů v ní probíhajících. Její zbarvení se projevuje od černé, přes hnědou, žlutou až po světle šedou. Půda slatinné organozemě je písčitá, sypká, místy provzdušněná a obsahuje schránky mrtvých měkkýšů.

## Flóra
Památka je pokryta bezkolencovými a slatinnými loukami, křovinami a smíšeným lesem. Roste zde řada druhů rostlin od kriticky ohrožených až po běžně se vyskytující. Jeden z důvodů ochrany této památky je fakt, že se na území nachází několik druhů rostlin, které jsou zařazeny do mezinárodní úmluvy CITES a také druhy, které jsou zákonem chráněné.

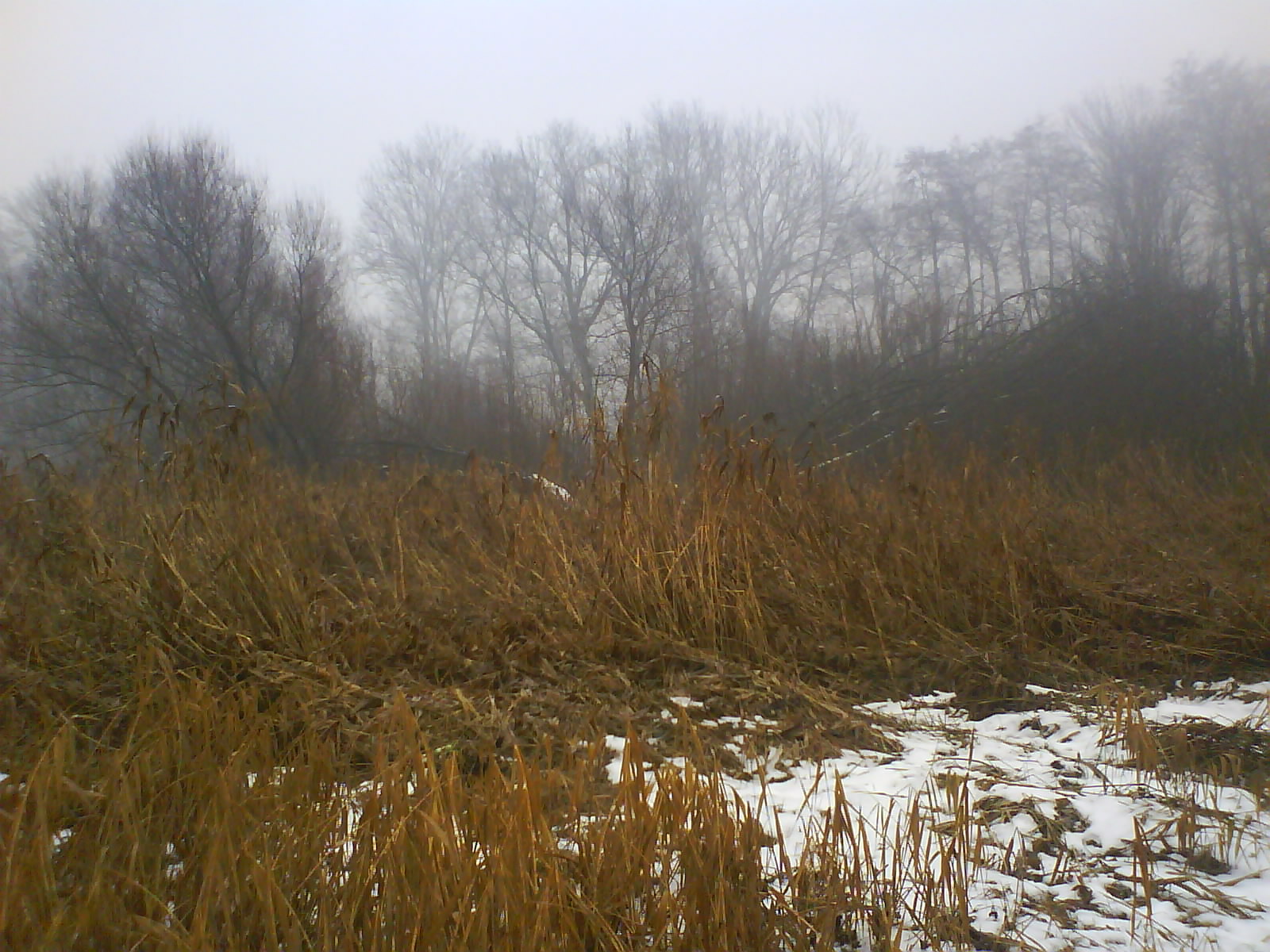
Slatinné louky

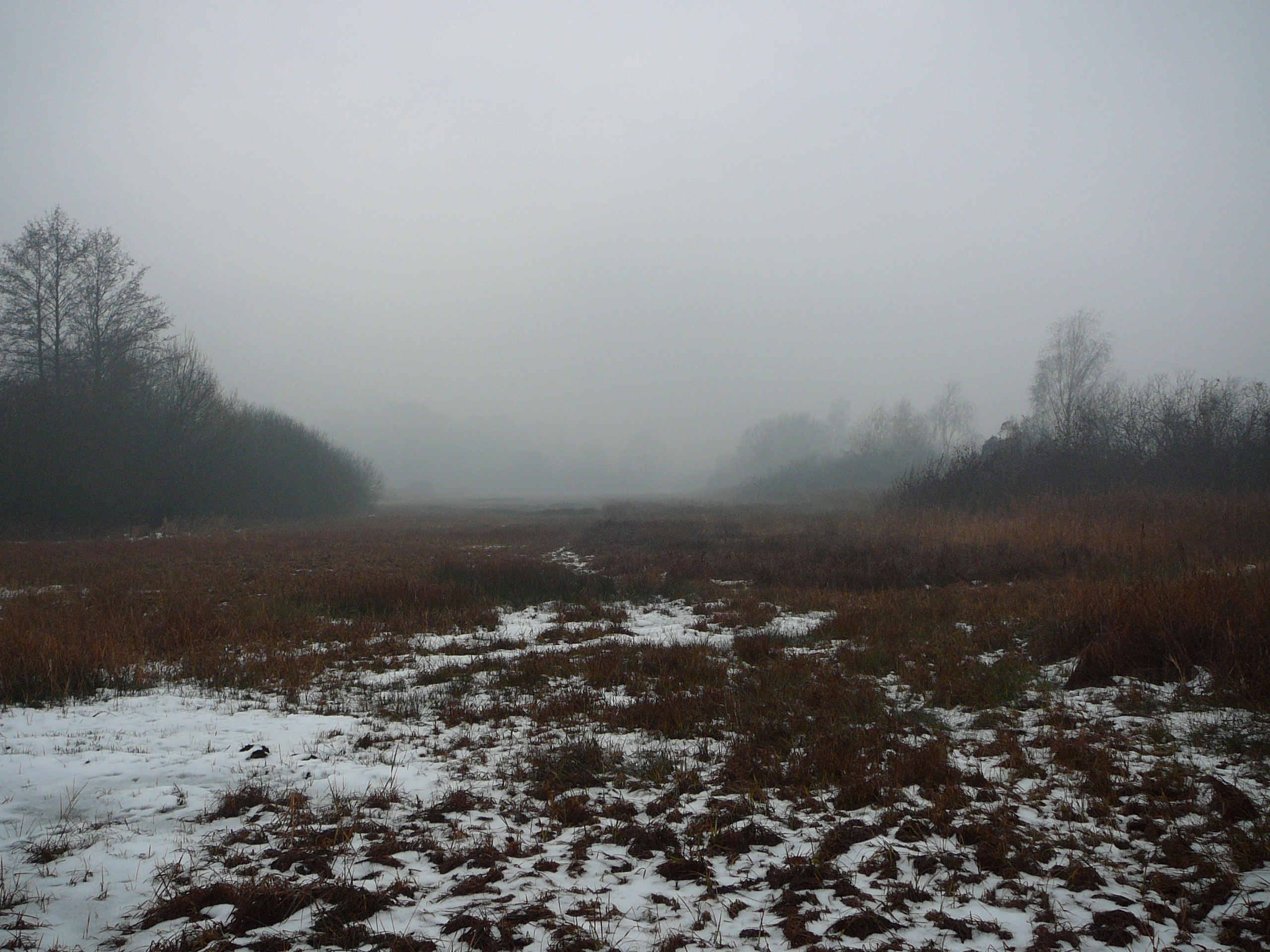
Bezkolencové a slatinné louky

### Kriticky ohrožené rostliny
Dříve zde rostla tučnice česká (Pinguicula bohemica), jeden z českých endemitů, ale vlivem zemědělství, lidské činnosti a úbytkem podzemní vody, kterou rostlina vyhledává, se zde již několik let nevyskytuje. Polabská černava je jedním z mála míst v ČR, kde roste šášina načernalá (Schoeus nigricans). Dále zde rostou kohátka kalíškatá (Tofieldia calyculata), třtina pestrá (Calamagrostis varia), hlízovec Loeselův (Liparis loeselii), které patří mezi kriticky ohrožené rostliny České republiky a také do úmluvy CITES

### Silně ohrožené rostliny
Mezi silně ohrožené druhy patří: skřípinka smáčknutá (Blysmus compressus) vyhledává vlhká až zamokřelá místa, která jsou typická pro slatinné louky, ostřice šupinoplodá (Carex lepidocarpa), ostřice slatinná (Carex hostiana), prstnatec pleťový (Dactylorhiza incarnata) vyhledává slunná a vlhká místa na vápencovitém podloží, patří mezi silně ohrožené rostliny květeny České republiky a zároveň je chráněn zákonem a je zahrnut do mezinárodní úmluvy CITES, tučnice obecná (Pinguicula vulgaris) jedná se o jednu z masožravých rostlin rostoucích v ČR, vyžaduje stála zamokřelá místa, tento druh tučnice není konkurenčně silný a bývá vytlačována ostatními druhy  ale ráda se křížila s již se nevyskytující tučnicí českou, nyní se v této oblasti vyskytují jen hybridní jedinci, kteří byli zkříženi s tučnicí českou a obecnou, vstavač vojenský (Orchis militaris) dříve patřil u nás k poměrně hojným druhům vstavačů, nyní je silně ohrožený druh flóry České republiky, kruštík bahenní (Epipactis palustris) je také zařazen do ochrany mezinárodní úmluvy CITES, ostřice Davallova (Carex davalliana)

### Ohrožené rostliny
Mezi ohrožené druhy nejčastěji se vyskytujících ve zvodnělých půdách patří: ledenec přímořský (Tetragonolobus maritimus), vrba rozmarýnolistá (Salix rosmarinifolia), pětiprstka žežulník (Gymnadenia conopsea) patří k ohroženým druhům květeny České republiky a je zařazena k druhům pod ochranou mezinárodní úmluvy CITES, prstnatec májový (Dactylorhyza majalis) také patří k ohroženým druhům květeny České republiky a je zařazen k druhům pod ochranou mezinárodní úmluvy CITES.

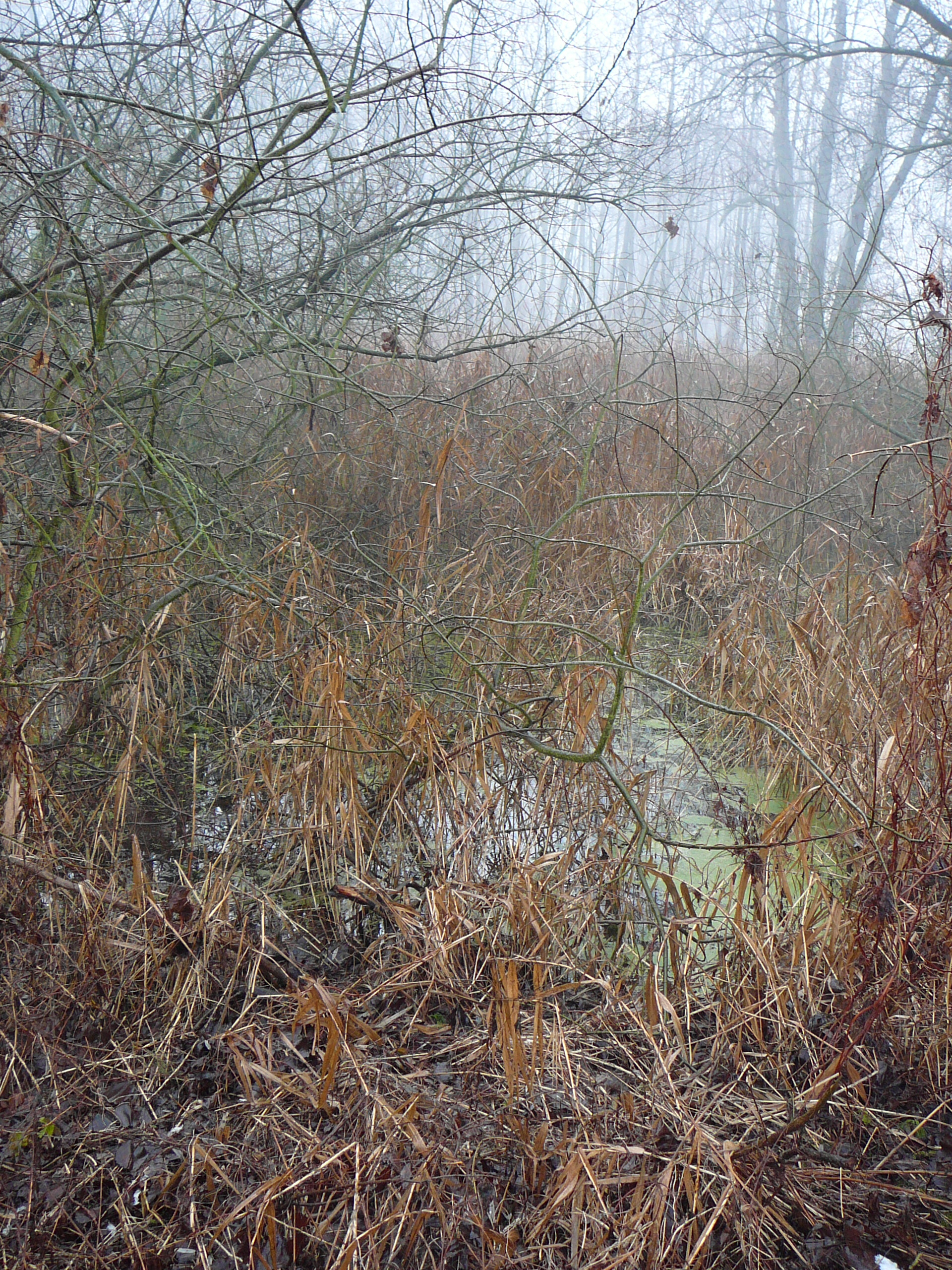
Tůňky

### Rostliny vyžadující pozornost
Mezi druhy vyžadující pozornost patří například srpice barvířská (Serratula tinctoria).

### Běžně se vyskytující rostliny
Mezi běžně rostliny, které ve flóře České republiky nevyžadují speciální pozornost lze nalézt: vstavač řídkokvětý (Orchis laxiflora) je zařazen k druhům chráněným mezinárodní úmluvou CITES, mařice pilovitá (Cladium mariscus) vázaná na jámy po vytěžené slatině, které jsou zaplněny vodou, bukvice lékařská (Betonica officinalis), ocún jesenní (Colchicum autumnale), bezkolenec modrý (Molinia caerulea) typický pro bezkolencové louky, které se zde vyskytují, vrba popelavá (Salix cinerea), šášina rezavá (Schoenus ferrugineus), sítina uzlíkatá (Juncus subnodulosus), suchopýr širolistý (Eriophorum latifolium), tolije bahenní (Parnassia palustris), hořeček nahořklý (Gentianella amarella) výskyt je nestabilní, za příznivých podmínek se vyskytuje na tisíc exemplářů, česnek kýlnatý (Allium carinatum), kokrhel větší (Rhinanthus major), olešník kmínolistý (Selinum carvifolia).

## Fauna
Vlhkomilné slatinné louky skrývají řadu vzácných a významných živočichů. Nejčastějšími živočichy Polabské černavy jsou obojživelníci, ptáci, aj., na rozdíl od hmyzu, který je v této lokalitě velice chudě zastoupen.

### Měkkýši
Díky stojatým vodám, tůňkám a bažinám, které se na území hojně vyskytují, zde můžeme nalézt schránky a ulity měkkýšů, a to především údolníčka rýhovaného (Vallonia enniensis) nebo keřovky plavé (Bradybaena fruticum).

### Hmyz
Tato oblast je na výskyt hmyzu chudá, ale i přesto zde můžeme najít vzácný druh motýla drobníka krvavcového (Stigmella sanguisorbae), jehož jediný doložený výskyt v České republice je na území Polabské černavy. Dále se zde hojně vyskytuje okáč bojínkový (Melanargia galathea) a hmyz z čeledi tiplicovití a bahnomilkovití.

### Obojživelníci

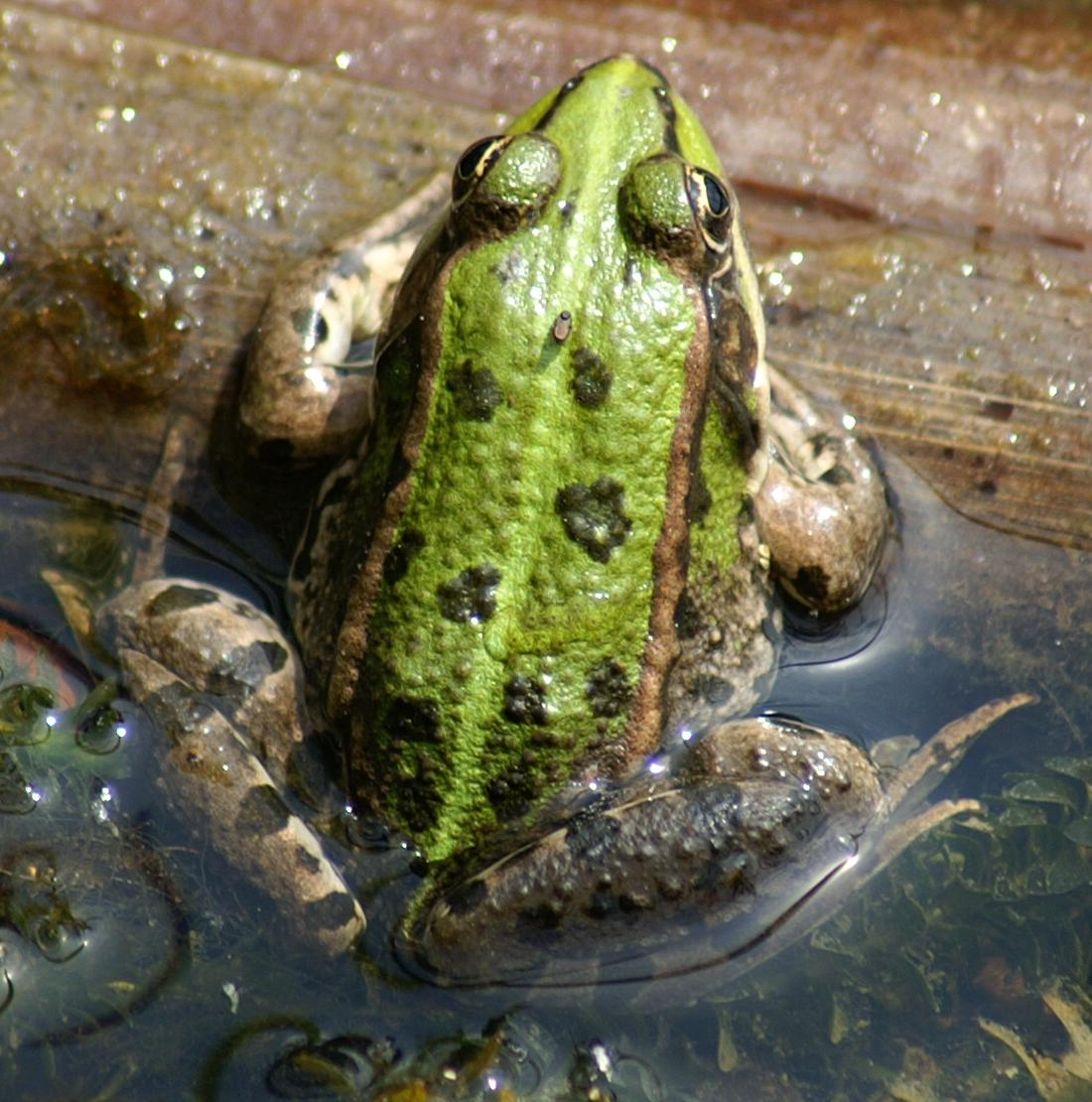
Skokan skřehotavý

Pro větší výskyt a zachování obojživelníků začaly být na vlhkých místech se stojatou vodou vytvářeny umělé tůně. Zde můžeme najít skokana skřehotavého (Rana ridibunda), který patří mezi kriticky ohrožené druhy, ropuchu obecnou (Bufo bufo), skokana hnědého (Rana temporaria) nebo skokana štíhlého (Rana dalmatina).

### Ptáci
Na území Polabské černavy trvale žijí rákosník obecný (Arcocephalus scirpaceus) a rákosník zpěvný (Arcocephalus palustris), kteří jsou vázáni na porost rákosu, který se zde hojně vyskytuje. Dále zde můžeme najít cvrčilku říční (Locustella fluviatilis), slípku zelenonohou (Gallinula chloropus) nebo z rodu kachen čírku modrou (Anas querquedula), která patří mezi silně ohrožené druhy.

### Savci
Z hlodavců se zde vyskytuje například hryzec vodní (Arvicola terrestris).

## Ochrana přírody
Dříve bylo toto území využíváno člověkem, který se staral, aby půda nebyla zavodněná pomocí meliorace, především odvodňovacími kanály (stružkami). Tyto stružky byly pravidelně čištěny a prohlubovány a díky tomuto systému v odvodňovacích kanálech hojně rostly vzácné a kriticky ohrožené rostliny. Kolektivním hospodařením tento systém vymizel a to mělo za následek zarůstání, znovuzavodnění půdy, stružky se začaly zanášet a tím rostliny, které zde rostly, začaly vymírat. Další z problémů je využívání pramenů jako zdroj pitné vody, slatinná půda je přeměněna na zemědělskou půdu nebo zastavěna. V posledních letech se ochrana zaměřuje na sečení luk a odvoz biomasy vzniklé sečením, znovuobnovení dobrých hydrologických poměrů a vytváření malých tůněk, které podporují výskyt obojživelníků (především skokana skřehotavého).

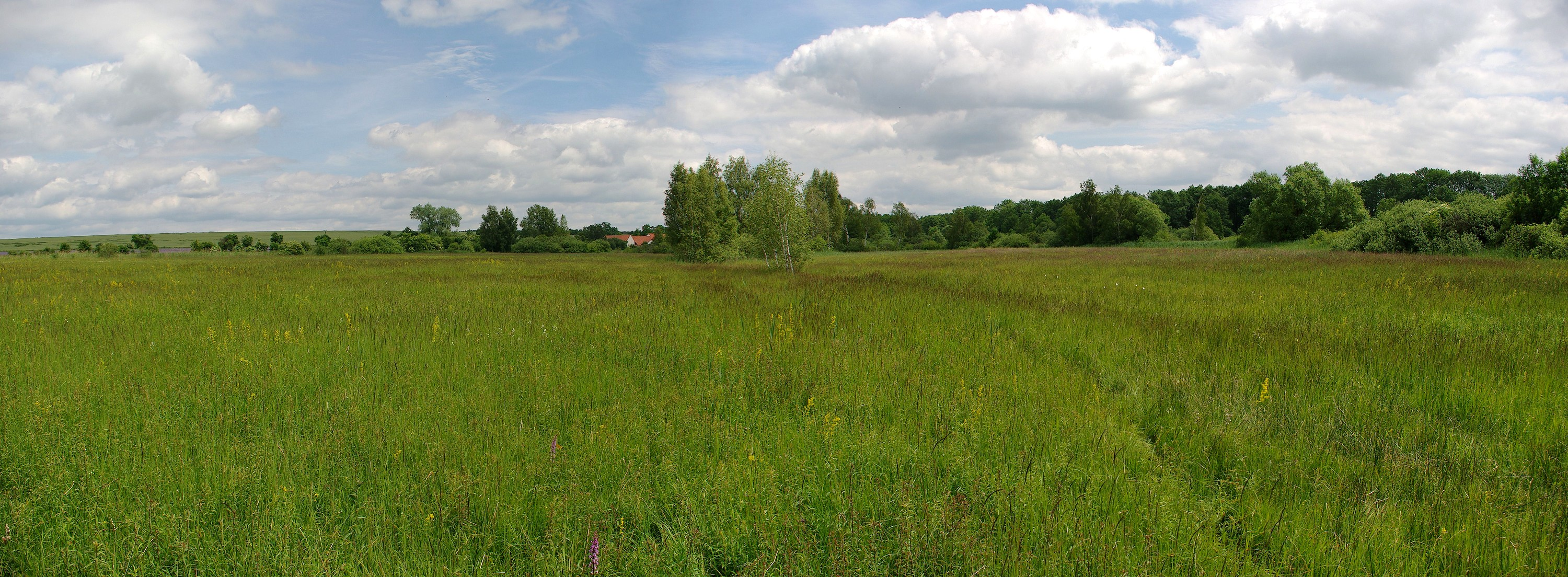
Panorama Polabské černavy